# エルンスト・ルーベン・ラガス
エルンスト・ルーベン・ラガス（フィンランド語:Ernst Ruben Lagus、1896年10月12日 - 1959年7月15日）はフィンランドの軍人。最終階級は少将。
ラガスはプロイセン陸軍の第27猟兵大隊で義勇兵として訓練を受けた、いわゆるフィンランド猟兵の1人だった。冬戦争ではカレリア地峡に対する兵站を担当する。
その後の継続戦争では、当初は猟兵旅団(Jääkäriprikaati)を率い、後に装甲師団(Panssaridivisioona)を率いた。1941年7月22日にはマンネルハイム十字章を授与され、最初の受章者の1人となる。その後1942年からフィンランド唯一の装甲師団の司令官として戦線を駆け巡った。彼の装甲師団はドイツ国防軍から供与された突撃砲と大量のソ連軍からの鹵獲戦車で構成されていた。